# Maputsoe
Maputsoe is een officiële stad (Engels: gazetted town) in het district Leribe in Lesotho.
Maputsoe telt ongeveer 26.000 inwoners.